# سنجاب پرنده غول‌پیکر چینی
سنجاب پرنده غول‌پیکر چینی (نام علمی: Petaurista xanthotis) نام یک گونه از سرده سنجاب‌های بندباز است.